# Berthold Fischer
Berthold Fischer (* 21. Jänner 1807 in Schaffhausen; † 6. Februar 1879 in Traisen (Niederösterreich)) war ein österreichischer Unternehmer.

## Leben
Berthold Fischer wurde am 21. Jänner 1807 in Schaffhausen geboren, als Sohn des Unternehmers Johann Conrad Fischer, der das Tempergußverfahren auf dem Festland bekannt gemacht hat, sowie der Anna Catharina Fischer, geborene von Waldkirch (1775–1842). Er hatte zwei ältere Schwestern und vier ältere Brüder. Zunächst besuchte er Schulen in Schaffhausen. Danach schloss er vermutlich eine Kupferschmied-Lehre ab. Ein Aufenthalt in England und weitere Ausbildungen in Wien und Paris folgten. Von 1834 bis 1838 war er erfolglos als Unternehmer des Tiegel-Werkes La Raisse in Montbéliard tätig. Danach übernahm er im Jahre 1838 die Leitung der von seinem Bruder Georg 1825 gegründeten Spindelfabrik in Traisen.
Im Jahre 1844 kaufte er die Fabrik. Unter seiner Führung wurde das Werk Fischer’sche Weicheisen- und Stahlgiesserei zu einer bedeutenden Temperguss- und Stahlgießerei ausgebaut. Seine Erzeugnisse wurden bei der Weltausstellung 1873 sehr anerkennend beurteilt. Ab 1871 stand es unter der Leitung seines Nachfolgers Sigmund Schudel, dem Ehemann von Georg Fischers Tochter Seraphina. Danach leitete dessen Sohn, der Chemiker Berthold Schudel, das Unternehmen. Dieser verkaufte es 1894 an den Industriellen Alfred von Lenz aus Wien. Unter seiner Leitung wuchs das Werk auf rund 1200 Mitarbeiter an. 1917 wurde es vom Rüstungskonzern Skoda-Wetzler gekauft. Danach folgten mehrere weitere Besitzerwechsel, bis 1938 die Österreichisch-Alpine Montagegesellschaft die Firma erwarb und integrierte.
Ein Teil der Firma, nämlich die Temperguss-Fittingproduktion, wurde 1990 vom Georg-Fischer-Konzern in Schaffhausen von der Voest-Alpine zurückgekauft.
Berthold Fischer galt als großer Philanthrop und spendete beachtliche Beträge an gemeinnützige Institutionen. Fischer, der unverheiratet blieb, starb am 6. Februar 1879 im Alter von 72 Jahren in Traisen.

## Ehrungen
- 1877: Ehrenbürger von Traisen